# Orlando, mi biografía política

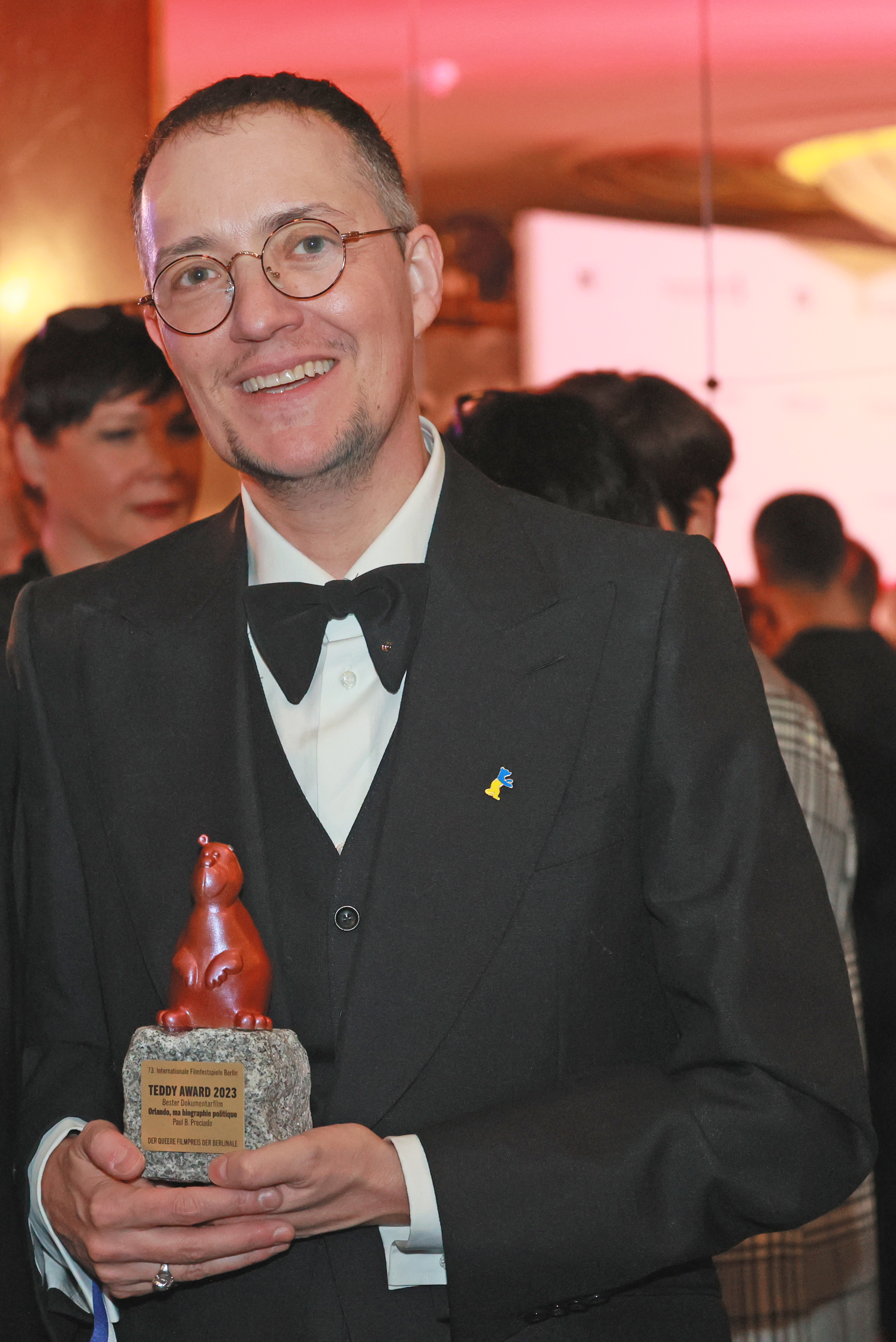
Paul B. Preciado, ganador del premio Teddy a mejor película documental en la Berlinale 2023

Orlando, mi biografía política (título original en francés Orlando, ma biographie politique) es una película documental francesa de 2023 dirigida por Paul B. Preciado. Preciado organiza un casting y reúne a 26 personas trans y no binarias contemporáneas, de entre 8 y 70 años, para sacar a Orlando de Virginia Woolf, novela de 1928 Orlando: una biografía.
La cinta fue seleccionada para competir en la sección Encuentro a la mejor película en el Festival de Cine de Berlín de 2023. La película también fue nominada para el premio de cine documental de la Berlinale, y ganó el Premio Teddy a la mejor película documental.

## Contenido de la película
La película difumina los límites entre realidad y ficción. El director amplía la novela de Virginia Woolf Orlando: Una biografía, en la que el protagonista cambia de género a mitad de la historia para convertirse en una mujer de 36 años. Organiza un casting y reúne a 26 personas trans y no binarias contemporáneas, de entre 8 y 70 años, para interpretar a Orlando. 
Preciado reconstruye las etapas de su transformación personal a través de voces auténticas, escritos, teoría e imágenes, en busca de la verdad. "Cada Orlando", dice, "es una persona transgénero que se juega la vida a diario al verse obligada a enfrentarse a las leyes gubernamentales, la historia y la psiquiatría, así como a las nociones tradicionales de familia y al poder de las multinacionales farmacéuticas". La película insiste en que "si 'masculino' y 'femenino' son en última instancia ficciones políticas y sociales, entonces ese cambio ya no tiene que ver sólo con el género, sino también con la poesía, el amor y el color de la piel".

## Reparto
- Oscar (Rosza) S. Miller
- Janis Saharaui
- Liz Christin
- Elios Levy
- Víctor Marzouk
- Paul B. Preciado
- Kori Ceballos
- Vanasay Khamphommala
- Rubén Rizza
- Julia Postollec
- Amir Baylly
- Naelle Dariya
- Jenny Bel'Air
- Emma Avena
- Lillie
- Arturo
- Leonor
- La Bourette
- Noam Iroual
- Iris Crosnier
- Clara Deshayes
- Castiel Emery
- Fréderic Pierrot
- Nathan Callot
- Pierre et Gilles
- Tristana Grey Mártir
- Le Filip
- Miss Drinks
- Tom Dekel
- Virginie Despentes
- Rilke & Pompom